# Vall-llebrera
Vall-llebrera es una localidad española del municipio de Artesa de Segre, perteneciente a la provincia de Lérida, en la comunidad autónoma de Cataluña.

## Historia
Hacia mediados del siglo XIX, el lugar, por entonces perteneciente a Aña, tenía contabilizada una población de 25 habitantes. Aparece descrito en el decimoquinto volumen del Diccionario geográfico-estadístico-histórico de España y sus posesiones de Ultramar de Pascual Madoz de la siguiente manera:

VALLEBRERA: l. que forma parte del distr. municipal de Aña en la prov. de Lérida (7 1/2 leg.), part. jud. de Balaguer (5), aud. terr. y c. g. de Barcelona (23), arziprestazgo de Ager (5 1/2): sit. parte en llano y parte en monte, en un vallado, donde le combaten los vientos del E. y N., y el clima, aunque templado, es propenso á calenturas pútridas, catarros y tercianas. Consta de 25 casas y una igl. parr. (San Pons) de la que depende el anejo de Vallebrerola: la sirve un cura párroco de entrada de provision de S. M. ó el arcipreste. Confina el térm. por el N. con la baronía de La-Bansa; E. Montargull; S. el r. Segre, y O. Alentorn, media leg. por cada punto. El terreno es tenaz y pedregoso en parte, participando de llano y monte, siendo este último el llamado la Garriga de Buada al N., plantado de matorrales y robles. caminos: locales en buen estado: la correspondencia se recibe de la carteria de Alentorn tres veces á la semana por los mismos interesados. prod.: centeno, cebada, judias, patatas, vino y aceite; cria ganado vacuno y lanar, y caza de conejos, liebres y perdices. ind.: un molino de harina y otro aceitero. pobl.: 13 vec., 27 alm. riqueza imp.: 16,047 rs. contr.: el 14'48 por 100 de esta riqueza.
(Madoz, 1849, p. 598)

En la actualidad pertenece al municipio de Artesa de Segre. En 2022, la entidad singular de población tenía empadronados 16 habitantes y el núcleo de población 15 habitantes.

## Patrimonio
En la localidad hay una iglesia bajo la advocación de San Pons.